# المسيرة الخضراء

نص مقتطف من خطاب الملك الحسن الثاني بتاريخ 5 نوفمبر 1975 بأكادير

المَسِيرَةُ الخَضْرَاءُ هي مسيرة سلمية أطلقها الملك المغربي الراحل الحسن الثاني يوم الخميس 6 نوفمبر 1975 لتحرير الصحراء المغربية من الاستعمار الإسباني. شارك فيها 350 ألف مغربي ومغربية. تُعتبر حدثًا تاريخيًا مهمًا في تاريخ المغرب المعاصر.

## تاريخ
في 13 ديسمبر 1974، اعتبرت الجمعية العامة بأن استمرار الوضع الاستعماري في الصحراء سيهدد الإستقرار في منطقة شمال غرب إفريقيا. وطلبت الجمعية العامة من محكمة العدل الدولية، الإجابة عن طلب إستشاري تقدم به المغرب وهو: هل كانت الصحراء وقت استعمارها من طرف إسبانيا أرضاً لا يملكها أحد؟ وما هي الروابط القانونية بين الصحراء وبين المغرب وموريتانيا؟
في 16 أكتوبر 1975، ردت محكمة العدل الدولية على السؤال الأول بالنفي، أما بخصوص السؤال الثاني، فأعربت عن رأيها ومفاده بأن المعلومات المقدمة إليها أظهرت وجود روابط ولاء قانونية بين سلطان المغرب وبعض القبائل الصحراوية وقت الاستعمار الإسباني. كما أشارت المحكمة إلى أن المعلومات المقدمة إليها لم تثبت أي رابط للسيادة الإقليمية بين الصحراء والمغرب أو موريتانيا. ودعت المحكمة إلى تطبيق قرار الجمعية العامة 1514 (الدورة 15) وتمتيع سكان الصحراء بحق تقرير المصير.

### إعلان المسيرة الخضراء (16 أكتوبر 1975)
في 16 أكتوبر 1975، أي في نفس اليوم الذي أصدرت فيه محكمة العدل الدولية رأيها، أعلن الملك الحسن الثاني من خلال خطاب ألقاه بمدينة مراكش، عن تنظيم مسيرة سلمية لإسترجاع الأقاليم الصحراوية الجنوبية، ووضع حد للاستعمار الإسباني. وجاء في نص خطابه: «ماذا بقي علينا أن نعمل-شعبي العزيز؟ بقي لنا أن نتوجه إلى أرضنا الصحراء فتحت لنا أبوابها قانونياً. اعترف لنا العالم بأسره بأن الصحراء كانت لنا منذ قديم الزمن واعترف لنا العالم أيضاً بأنه كانت بيننا وبين الصحراء روابط وتلك الروابط لم تُقطع تلقائياً وإنما قطعها الاستعمار إذن علينا أن نقوم بالتزاماتنا لأن الفترة التي عاشتها الصحراء تحت الاستعمار لم تكن قط فترة من شأنها أن تقطع العلاقات والالتزامات التي كانت بين المغرب وبين ذلك الإقليم بل الآن أصبح من المحتم، من المتعين، بل من الواجب الديني وعلماؤنا موجودون هنا لإبداء الفتوى: فواجبي الديني كخادم البلاد وخادم هذه الأمة وكأمير المؤمنين وبما أن بيعتهم لي باقية في عنقهم. أنني أقوم بواجبي وألتحق بشعبي في الصحراء وكيف سنلتحق؟ وماهي الطريق التي سنستعملها؟ لا يمكن في آن واحد أن نتحاكم أمام هيئة الأمم المتحدة وأمام محكمة العدل وأن نقوم بحرب تنزف الدماء وتذهب الأرواح، هذا تناقض وهذا نوع من التعامل لم يكن من شيم المغرب ولن يكون إن شاء الله من شيم المغرب، ننتظر من حكم لاهاي الذي أنا اعتبره حكما وهم يعتبرونه فتوى أو استشارة أنا أعتبره حكما وإذا كنا ننتظر من الفتوى أنها تحضر لنا في علبة جميلة مزينة تحضر لنا حججا لصلتنا بالصحراء فهذا من باب الخيال.
لم يبق شعبي العزيز إلا شيء واحد، إننا علينا أن نقوم بمسيرة خضراء من شمال المغرب إلى جنوبه ومن شرق المغرب إلى غربه. علينا شعبي العزيز أن نقوم كرجل واحد بنظام وانتظام لنلتحق بالصحراء لنصل الرحم مع إخواننا في الصحراء وكيف ستكون هذه المسيرة؟ سيشارك في المسيرة 350 ألف من السكان. شعبي العزيز، عليك أن تقدر وتفكر وتقيم 350 ألف من السكان 10 بالمائة منها من النساء لأن النساء والرجال شقائق في الأحكام والحقوق وحتى في الوطنية، بل ربما وجدنا من النساء في تاريخ العرب وتاريخ المغرب من هن أكثر غيرةً على وطنهن ووطنيتهن من بعض الرجال. المسيرة سنذهب فيها بدون سلاح، يجب أن نتفق على أننا لا نحارب اسبانيا ذلك أنه لا يمكننا أن نحارب اسبانيا لأنها لم يعد لها دخل في المسألة، ونطلب من اسبانيا من الآن أن تسجل علينا أننا لن نحاربها ولن نشهر عليها الحرب لأنه فيما إذا ماتت روح مغربية أو هلك مغربي واحد فإنها ستكون مسؤولة عن ذلك أمام الرأي العام داخل اسبانيا والرأي العام المغربي والرأي العام العالمي. وأقول لاسبانيا: أن 350 ألف مغربي ومغربية سيدخلون الصحراء، ليست لنا حرب مع اسبانيا أو أي مشكل آخر، مع العلم أن اسبانيا قررت الخروج من الصحراء فلتخرج وتترك الأرض لأصحابها ولكن مقابل هذا أقول أن المغرب مستعد بل من الواجب عليه أن يقوم بواجب الدفاع عن النفس وحفظ الكرامة وصيانة الأرواح فيما إذا وجد في طريقه حاجزا غير حاجز اسباني. إن كل حاجز اسباني اعترض طريقنا لن نحاربه، فإذن ليس هناك دافع لمحاربته، أما إذا كان هناك عنصر أجنبي عن الاسبانيين سوف لا نتهاود في الدفاع بل سوف لا نتردد على الزحف ولذلك سيكون الزحف صدا للعدوان ودفاعا عن النفس.».
في 24 أكتوبر 1975، وجه الملك الحسن الثاني خطاباً إلى المواطنين، ومن بين ما جاء فيه: «هذه هي مسيرتنا شعبي العزيز، هذه مسيرتنا منذ سنة ومنذ ونحن نخطط ونحن نرسم ونحن نجمع الحجج تلو الأخرى، الحجج التاريخية والقانونية والبشرية ونحن نحاول أن نفتح الأذهان والأفكار للعالم بأسره حتى يقتنع من قوة حججنا وحتى يؤمن بحقوقنا. قضيتنا سنة كلها ونحن ليل نهار حتى يمكننا أن نلتقي بك شعبي العزيز في الصحراء أن نلتقي بك في مسيرة غراء مسيرة مبنية على رؤى حققها الله سبحانه وتعالى، ولندخل صحراءنا إن شاء الله آمنين محلقين رؤوسنا ومقصرين وغير خائفين وسنلقاكم تنتظرونا مستبشرين فرحين». وأشار الملك في خطابه إلى فئة من الصحراويين الذين كانوا يدعمون الانفصال عن المغرب وقال لهم في خطابه بشكل واضح بأنهم كانوا خاضعين لأطماع المستعمر، وعليهم طي صفحات الماضي وجمع الشمل، وجاء خطاب الملك كما يلي: «أقول لك شعبي العزيز في الصحراء، أقول لك بكيفية واضحة لا مراء فيها، وأتوجه لمن انطوت عليهم حيل المستعمرين أو لعبت بأذهانهم أطماع الطامعين فأقول لهم: لا يمكنني لأتنكر لأخلاق النبي صلى الله عليه وسلم ولا لأخلاق أجدادي ولا لأخلاق والدي رحمة الله عليه، بل واجبي أن أجمع الشمل وان أصالح الجميع وان أصافح الجميع، على أن أقول لكم أنني أومن واعتقد وسأفعل ما سأفوه به من قسم وإنني باسمي وباسم إخوانكم الذين هم في المسيرة أعد الجميع وأعاهدهم على التناسي وعلى الصفح وعلى طي تلك الصفحات التي لم يكونوا مسؤولين عنها تماما، بل كما قلت في طياتها كانت حيل المستعمر وأطماع الطامع». وجاء أيضاً في خطاب الملك: «إننا لنعلم أن كل من ذهب نحو الإسبان أو ذهب نحو ما يسمي نفسه بجبهة التحرير إنما ذهب مغرورا ذهب ضحية حيل وشبكات. فارجعوا إلى رشدكم، أرشدكم الله ووفقكم، وأعطوا مثالا آخر جديدا للتاريخ على مدى نضجكم».

### انطلاق المسيرة الخضراء (6 نوفمبر 1975)
في 5 نوفمبر 1975، بمدينة أكادير، ألقى الملك الحسن الثاني خطاباً مُوجهاً لمتطوعي المسيرة الخضراء، ومن ضمن ما جاء في هذا الخطاب: «شعبي العزيز، غداً إن شاء الله ستخترق الحدود، غداً إن شاء الله ستنطلق المسيرة، غداً إن شاء الله ستطؤون أرضاً من أراضيكم وستلمسون رملاً من رمالكم وستقبلون أرضاً من وطنكم العزيز». كما نبه الملك الحسن الثاني جميع المتطوعين في خطابه إلى أن المسيرة يجب أن تبقى سلمية، لكي تحقق الهدف المطلوب. وخاطب قائلاً: «شعبي العزيز، كما قلت لك في خطابي الأول، إذا ما لقيت إسبانياً كيفما كان ذلك الإسباني، عسكرياً أو مدنياً، فصافحه وعانقه واقتسم معه مأكلك ومشربك وأدخله مخيمك، فليس بيننا وبين الإسبان غل ولا حقد، فلو أردنا أن نحارب الإسبان لما أرسلنا الناس عزلا بل لأرسلنا جيشاً باسلاً، ولكننا لا نريد أبداً أن نطغى ولا أن نقتل ولا أن نسفك الدماء بل نريد أن نسير على هدى وبركة من الله في مسيرة سلمية». وأشار الملك الحسن الثاني في خطابه إلى أن الحالة الوحيدة التي سيلجأ فيها إلى استخدام القوة هي إذا تعرض المتطوعون لاعتداء قادم من جهة أخرى من غير الإسبان، حيث قال في خطابه: «وفيما إذا اعتدى عليك المعتدون من غير الإسبان، شعبي العزيز في مسيرتك، فاعلم أن جيشك الباسل هو موجود، مستعد لحمايتك ووقايتك ضد كل من أراد بك السوء».
وفي الأخير ختم الملك الحسن الثاني خطابه قائلاً: «فسر شعبي العزيز على بركة الله تكلؤك عنايته وتحف بك رعايته، وسدد الله أقدامك وخطاك وجعل هذه المسيرة مسيرة فتح مبين على الشعب المغربي، وعلى إخواننا الصحراويين الذين نحن على أحر من الجمر للقاء بهم ولعناقهم والتعرف عليهم. وإننا نحمد الله سبحانه وتعالى أن هدانا إلى صراطه المستقيم، وجعلنا ننهج نهجه القويم، راجين منه سبحانه وتعالى أن يديم علينا نعمة الحمد والشكر، حتى نحمده كثيراً ونشكره كثيراً فيعطينا كثيراً ويلبي دعواتنا كثيراً، إنه سميع مجيب وبالإستجابة جدير. والسلام عليكم ورحمة الله تعالى وبركاتة.».
وقد شارك في المسيرة الخضراء 350 ألف متطوع من جميع مناطق المغرب، %10 منهم من النساء. وقد كان اختيار الملك الحسن الثاني لهذا العدد بالضبط من المشاركين المغاربة نسبة لعدد الولادات بالمغرب في تلك الفترة. وقد تسلح المتطوعون في المسيرة الخضراء بالقرآن والعلم الوطني المغربي، ولم يُحمل خلالها أي سلاح، تأكيداً على أنها مسيرة سلمية، وإنطلقت المسيرة بقدر كبير من الإنتظام والدقة والتنظيم اللوجستيكي اللافت، فعبرت المسيرة الخضراء حدود الصحراء، تحت ردود فعل عالمية، أما إسبانيا فقد عارضتها، وطلبت عقد اجتماع لمجلس الأمن لمواجهتها، كما أعلنت من خلال مندوبها في مجلس الأمن، أن المسيرة الخضراء هي زحف عسكري مسلح، ولذلك فقد حركت أسطولها البحري إلى المياه الإقليمية المغربية، كما أعلنت أنها قامت بزرع الألغام على مناطق واسعة من الصحراء.
وبعد نجاح المسيرة الخضراء على المستوى الشعبي والعالمي، ودخول المتطوعين المغاربة إلى الأراضي الصحراوية المغربية، اضطر الإسبان إلى العدول عن موقفهم المناوئ للمغرب، والبحث عن حل، فبدأت اتصالاتهم بالمغرب، ما دفع الملك الحسن الثاني إلى إصدار أمره بعودة المتطوعين في المسيرة إلى طرفاية مؤقتاً، حتى يتم التوصل إلى حل سلمي للمشكلة، وقد ورد في كتاب ذاكرة ملك، أن الصحفي الفرنسي إريك لوران سأل الملك الحسن الثاني، «في أي وقت بالضبط قررتم وقف المسيرة الخضراء؟» فأجاب الملك: «في الوقت الذي أدركت فيه جميع الأطراف المعنية أنه يستحسن أن تحل الدبلوماسية محل الوجود بالصحراء».
في 9 نوفمبر 1975، أعلن الملك الحسن الثاني أن المسيرة الخضراء حققت المرجو منها وطلب من المشاركين في المسيرة الرجوع إلى نقطة الانطلاق أي مدينة طرفاية. وجاء ذلك في خطاب ألقاه بهذه المناسبة قائلاً: «أيها المتطوعون لكم التنويه الوطني من مواطنيكم ومني على ما قمتم به من عمل، وعلى ما جسمتموه من قوة سلمية فكرية قدرت على شق الأحجار وتمكنت من لفت الأنظار إليها من جميع أنحاء العالم لفته نظر الإعجاب والتقدير والإعظام شعبي العزيز: لم تكن لتصل إلى هاته النتائج لولا الثقة الموجودة بيني وبينك، وتلك الثقة الموجودة بينك وبيني المبنية على الاحترام المتبادل، والمحبة المتبادلة ولدت هي بدورها الوعي، وذلك الوعي بعد ما أصبح وعيا صادقا وإيمانا راسخا ولد الطاعة والانضباط والنظام، وهذا كله، أتى بالنتائج المتوخاة وبالأهداف المنشودة. شعبي العزيز، إنني، وأنا أخاطبك أعتقد شخصيا وأومن إيمانا راسخا، بأن مسيرتنا قد أدت رسالتها، وأنها قد أدركت هدفها، وأنها ولله الحمد قد حققت ما كنا كلنا- نحن وأصدقاؤنا ومحبونا- ننتظر منها، فلذا علينا شعبي العزيز أن نرجع إلى منطلقنا، علينا أن نرجع إلى منطلقنا لنعالج الأمور والمشاكل بكيفية أخرى وأساليب جديدة. ».
ومن نتائج حدث المسيرة الخضراء الذي أصبح من العلامات الفارقة في تاريخ المغرب الحديث، قبول إسبانيا إجراء المفاوضات والوصول إلى اتفاقية مدريد الموقعة يوم 14 نوفمبر 1975، وهي الاتفاقية التي أقرتها الجمعية العامة للأمم المتحدة، والتي بموجبها دخل المغرب إلى العيون سلمياً، وانسحاب الإدارة الإسبانية من المنطقة يوم 26 فبراير 1976 قبل يومين من الموعد المحدد في اتفاقية مدريد الذي كان 28 فبراير 1976.

### اتفاقية مدريد (14 نوفمبر 1975)

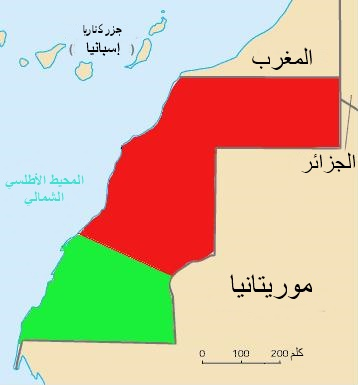
بعد إتفاقية مدريد (14 نوفمبر 1975) بين إسبانيا والمغرب وموريتانيا، تم تقسيم الصحراء إلى منطقتين: المغرب (أحمر) وموريتانيا (أخضر)

في 14 نوفمبر 1975، تم توقيع اتفاقية مدريد وهي اتفاقية ثلاثية بين إسبانيا والمغرب وموريتانيا، وتم الاتفاق فيها على مايلي:
- تؤكد إسبانيا قرارها الذي أعلنته مراراً في الأمم المتحدة، بتصفية الاستعمار في الصحراء، وذلك بوضع حد للمسؤوليات والسلطات التي تتولاها في هذا الإقليم بوصفها الدولة المتصرفة.
- طبقاً للقرار المذكور ووفقاً للمفاوضات التي أوصت بها الأمم المتحدة مع الطرفين المعنيين، تشرع إسبانيا فوراً في إقامة إدارة مؤقتة في الإقليم بمشاركة المغرب وموريتانيا وبتعاون مع (الجماعة)، وتسلم لهذه الإدارة المسؤوليات والسلطات التي تشير إليها الفقرة السابقة، وبصدد ذلك وقع الاتفاق على تعيين حاكمين مساعدين باقتراح من المغرب وموريتانيا، وذلك ليعاونا الحاكم العام للإقليم في مهامه، وينتهي الوجود الإسباني في الأقاليم فعلياً ونهائياً قبل 28 فبراير 1976.
- يحترم رأي سكان الصحراء المعبر عنه خلال (الجماعة).
- تخبر الأقطار الثلاثة الأمين العام للأمم المتحدة بما هو مقرر في هذه الوثيقة نتيجة للمفاوضات التي جرت وفقاً للمادة الثالثة والثلاثين من ميثاق الأمم المتحدة.
- إن الأقطار الثلاثة الموقعة، تصرح بأنها قد توصلت إلى النتائج المذكورة مدفوعة بروح من التفاهم والأخوة وإحترام مبادئ الأمم المتحدة، وذلك كأحسن مساهمة منها في حفظ السلام والأمن الدوليين.
- تدخل هذه الوثيقة حيز التنفيذ في نفس اليوم الذي ينشر فيه بالجريدة الرسمية للدولة (قانون تصفية الاستعمار في الصحراء) الذي يأذن للحكومة الإسبانية في أن تضع موضع التنفيذ الالتزامات التي تتضمنها هذه الوثيقة.

## الاحتفال بذكرى المسيرة الخضراء

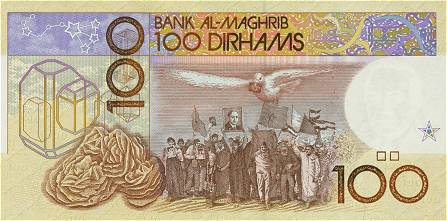
ورقة نقدية من فئة 100 درهم مغربي تعود إلى عام 1991 وتُحيي ذكرى المسيرة الخضراء.

في المغرب، يعتبر يوم 6 نوفمبر كعيد وطني، ويتم سنوياً في هذا اليوم تنظيم إحتفالات بجميع المدن المغربية بمناسبة ذكرى المسيرة الخضراء.
في 6 نوفمبر 2019، وبمناسبة الذكرى الـ44 للمسيرة الخضراء، خاطب الملك محمد السادس الشعب المغربي قائلاً: «الحمد لله، والصلاة والسلام على مولانا رسول الله وآله وصحبه. شعبي العزيز، لقد كانت المسيرة الخضراء ولا تزال، أحسن تعبير عن التلاحم القوي بين العرش والشعب. كما أكدت بالدليل، قدرة المغاربة، ملكا وشعبا، على رفع التحديات التي تواجه الأمة. وهي مسيرة دائمة؛ فالروح التي مكنت من استرجاع الصحراء، سنة 1975، هي التي تدفعنا اليوم، للنهوض بتنمية كل جهات المملكة. وهو ما ينطبق على أقاليمنا الجنوبية، التي تعتبر صلة وصل بين المغرب وإفريقيا، على الصعيد الجغرافي والإنساني والاقتصادي.».
في 6 نوفمبر 2020، تأجل الخطاب الملكي بمناسبة الذكرى الخامسة والأربعون للمسيرة الخضراء بسبب فيروس كورونا إلى 7 نوفمبر، بعد اكتشاف حالة إصابة ضمن أعضاء الفريق المُكلف بتسجيل وإذاعة الخطاب.